# Petrell de les Kermadec
El petrell de les Kermadec (Pterodroma neglecta) és un ocell marí de la família dels procel·làrids (Procellariidae), d'hàbits pelàgics, habita el Pacífic tropical i subtropical, criant a les illes Lord Howe, Kermadec, Australs, Tuamotu, Ducie i Juan Fernández.